# Ліпкі (Хойницький повіт)
Ліпкі (пол. Lipki, нім. Lippken) — село в Польщі, у гміні Черськ Хойницького повіту Поморського воєводства.
Населення — 735 осіб (2011).
У 1975-1998 роках село належало до Бидгощського воєводства.

## Демографія
Демографічна структура станом на 31 березня 2011 року:
|          | Загалом | Допрацездатний вік | Працездатний вік | Постпрацездатний вік |
| -------- | ------- | ------------------ | ---------------- | -------------------- |
| Чоловіки | 363     | 95                 | 226              | 42                   |
| Жінки    | 372     | 96                 | 202              | 74                   |
| Разом    | 735     | 191                | 428              | 116                  |